# Hermann Thoms
Hermann Thoms, född 20 mars 1859 i Neustrelitz, död 28 november 1931 i Berlin, var en tysk farmaceut.
Efter apotekarlära studerade Thoms farmaci i Berlin, Jena och Würzburg. Efter promotionen 1886 var han förvaltare på hovapoteket i Weimar till 1889 och därefter vetenskaplig ledare på en kemisk fabrik till 1893. År 1895 blev han privatdocent vid Berlins universitet, utnämndes 1900 till e.o. professor i farmaceutisk kemi och inrättade 1900-02 ett farmaceutiskt institut vid universitetet, för vilket han var direktor till 1927, från 1920 som ordinarie professor. 
Thoms grundade redan 1890 Deutsche Pharmazeutische Gesellschaft och redigerade 1894/95 "Apotheker-Zeitung". Han invaldes 1927 i Deutsche Akademie der Naturforscher Leopoldina i Halle an der Saale och tilldelades kort före sin död 1931 Hanburymedaljen av Pharmaceutical Society of Great Britain.
Thoms utgav (tillsammans med Josef Moeller) andra upplagan av "Realenzyklopädie der gesammten Pharmazie" (13 band, 1903-11) och "Arbeiten aus dem Pharmazeutischen Institut der Berliner Universität" (åtta band, 1904-11).